# Adam Schreck
Adam Schreck CanReg (* 17. Dezember 1796 in Margareten, heute zu Wien; † 29. März 1871 ebenda) war ein österreichischer Augustinerchorherr.

## Leben

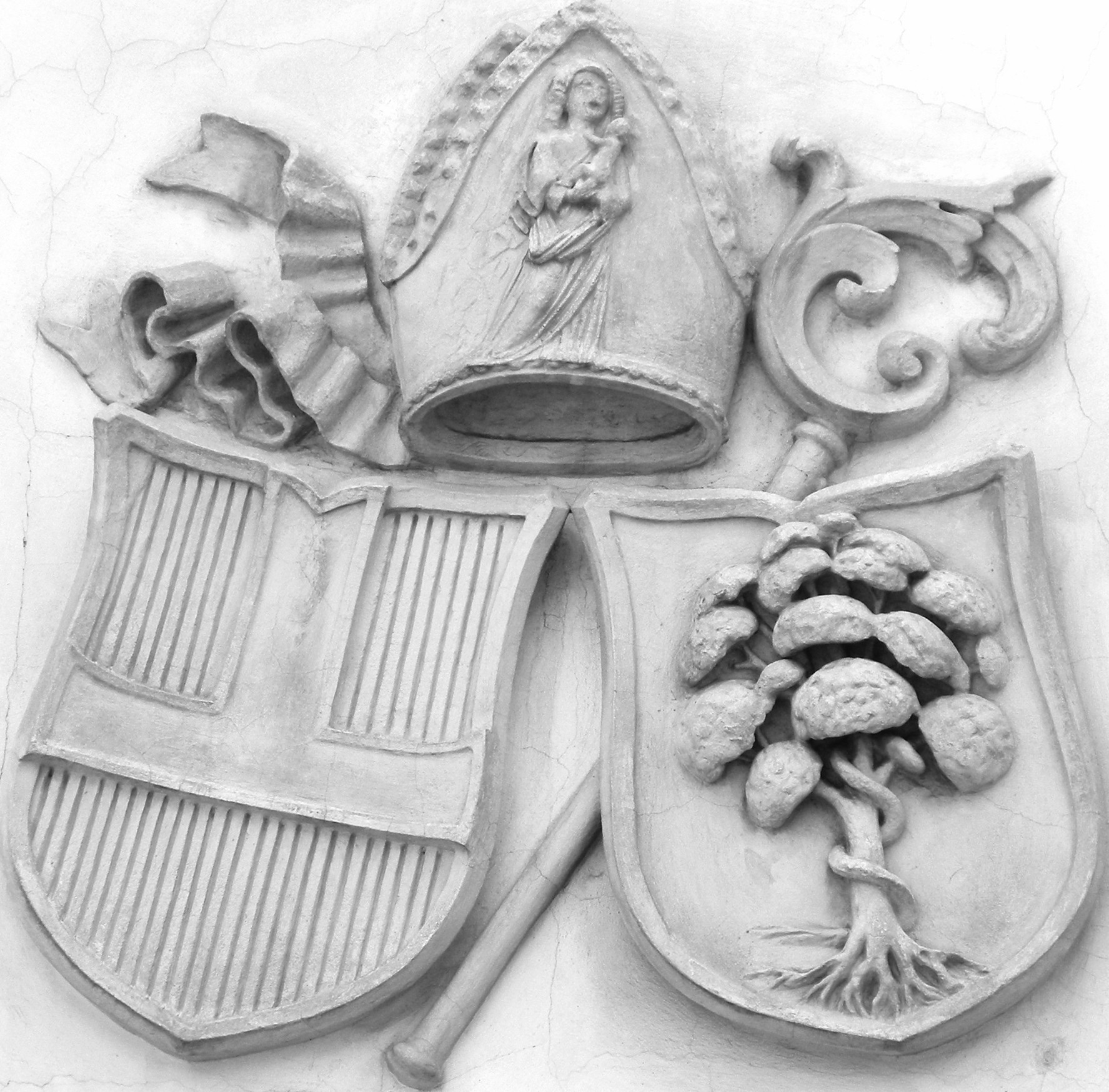
Wappen des Propstes Adam Schreck an der Pfarrkanzlei in Hietzing

Adam Schreck war der Sohn eines Tagelöhners. Durch Fleiß und gefördert mit einem Stipendium konnte Schreck nicht nur die Matura erreichen, sondern auch an der Universität Wien Philosophie studieren.
Mit zwanzig Jahren trat Schreck 1816 in das Augustiner-Chorherrnstift Klosterneuburg ein und begann dort unter anderem Theologie zu studieren. 1821 wurde er zum Priester geweiht und lehrte dort zwischen 1825 und 1837 als Professor für Kirchengeschichte und Kirchenrecht. 1829 avancierte er zum Novizenmeister und 1837 übernahm er zusätzlich noch das Amt des klösterlichen Kanzleidirektors.
1852 wurde Schreck aushilfsweise auch Stiftsarchivar und im darauffolgenden Jahr wurde er durch die Kapitelversammlung zum Propst des Stifts Klosterneuburg gewählt. Unter seiner Leitung begann das Stift aufzublühen. Schreck konnte nicht nur die klösterlichen Finanzen sanieren, sondern sogar verschiedene Güter in Ungarn erwerben.
Infolge der Restaurierung verschiedener Gebäude des Stifts und der Umstrukturierung ihrer Benutzung, gründete Schreck eine Obst- und Weinbauschule. Diese pädagogische Anstalt wuchs schon binnen kurzer Zeit zu einer der besten Wein-Fachschulen in Europa. Der Erfolg lag natürlich auch bei den Pädagogen, von denen der bekannteste Freiherr August Wilhelm von Babo war.
Im Alter von 75 Jahren starb Propst Adam Schreck am 29. März 1871 in Wien. Er wurde in der Chorherren-Gruft auf dem Oberen Stadtfriedhof in Klosterneuburg bestattet.